# Other People’s Songs
Other People’s Songs – dziesiąty album brytyjskiej grupy Erasure wydany w  roku 2003.

## Utwory
| #   | Tytuł                              | Długość | Oryginalny wykonawca |
| --- | ---------------------------------- | ------- | -------------------- |
| 01. | Solsbury Hill                      | 4:20    | Peter Gabriel        |
| 02. | Everybody's Got To Learn Sometime  | 3:20    |                      |
| 03. | Make Me Smile (Come Up And See Me) | 3:56    |                      |
| 04. | Everyday                           | 1:59    |                      |
| 05. | When Will I See You Again          | 3:00    |                      |
| 06. | Walking In The Rain                | 2:47    |                      |
| 07. | True Love Ways                     | 3:06    |                      |
| 08. | Ebb Tide                           | 3:06    |                      |
| 10. | Can't Help Falling In Love         | 3:27    |                      |
| 10. | You've Lost That Lovin' Feelin'    | 3:58    |                      |
| 11. | Goodnight                          | 4:10    |                      |
| 11. | Video Killed The Radio Star        | 3:49    |                      |